# Újezdec (okres Jindřichův Hradec)
Újezdec (německy Aujestetz) je obec v okrese Jindřichův Hradec v Jihočeském kraji. Žije zde 69 obyvatel. Leží šest kilometrů západně od Veselí nad Lužnicí a osmnáct kilometrů východně od Jindřichova Hradce.

## Historie
První písemná zmínka o vesnici pochází z roku 1340.

## Obyvatelstvo
| Rok            | 1869 | 1880 | 1890 | 1900 | 1910 | 1921 | 1930 | 1950 | 1961 | 1970 | 1980 | 1991 | 2001 | 2011 | 2021 |
| -------------- | ---- | ---- | ---- | ---- | ---- | ---- | ---- | ---- | ---- | ---- | ---- | ---- | ---- | ---- | ---- |
| Počet obyvatel | 182  | 218  | 221  | 228  | 199  | 222  | 210  | 150  | 154  | 118  | 91   | 72   | 61   | 62   | 65   |
| Počet domů     | 33   | 36   | 39   | 41   | 40   | 42   | 43   | 45   | 43   | 38   | 27   | 43   | 42   | 44   | 44   |

## Obecní správa
Mezi lety 1850–1960 byl Újezdec obcí v okrese Třeboň (1850–1930), posléze v okrese Soběslav (1950) a později v okrese Jindřichův Hradec. V letech 1960–1976 patřil jako část obce k Pleším. Od 30. dubna 1976 do 30. června 1990 patřil jako část města ke Kardašově Řečici a od 1. července 1990 je opět samostatnou obcí.

## Pamětihodnosti
- Kaple svatého Václava – kulturní památka ČR č. 16814/3-2365
- Kříž na jihu obce
- Pomník obětem první světové války

## Galerie

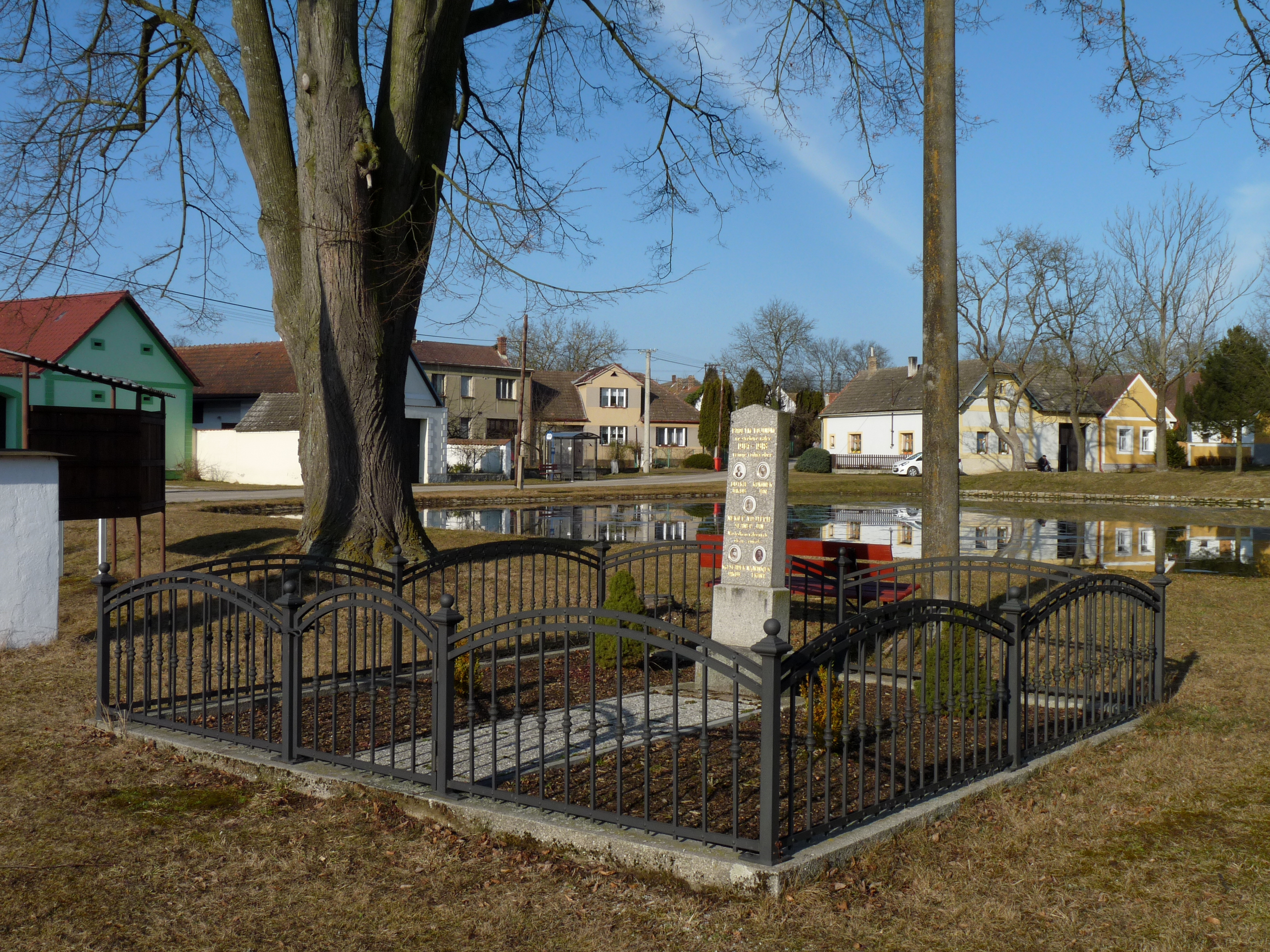
Památník na návsi
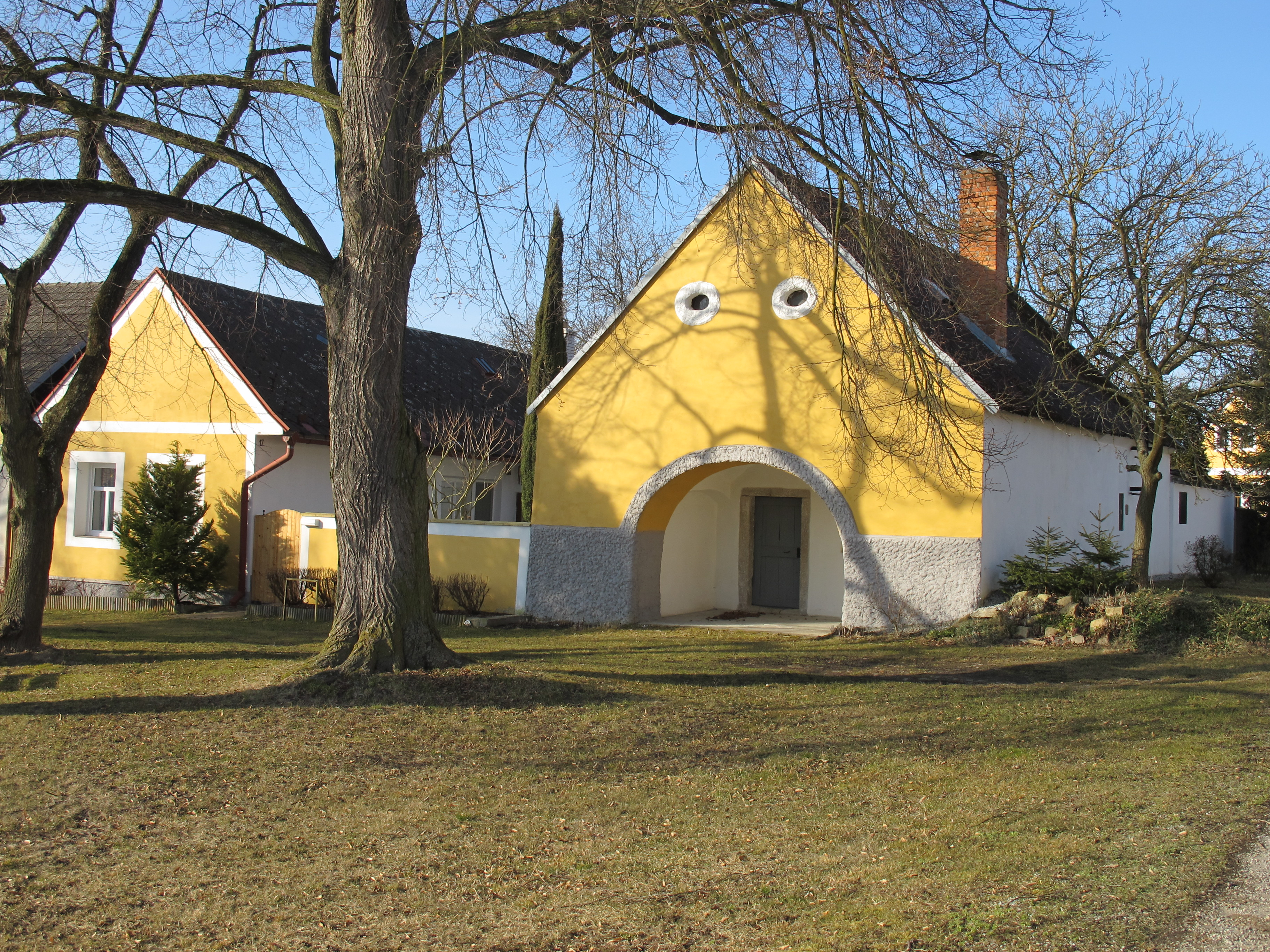
Dům čp. 17
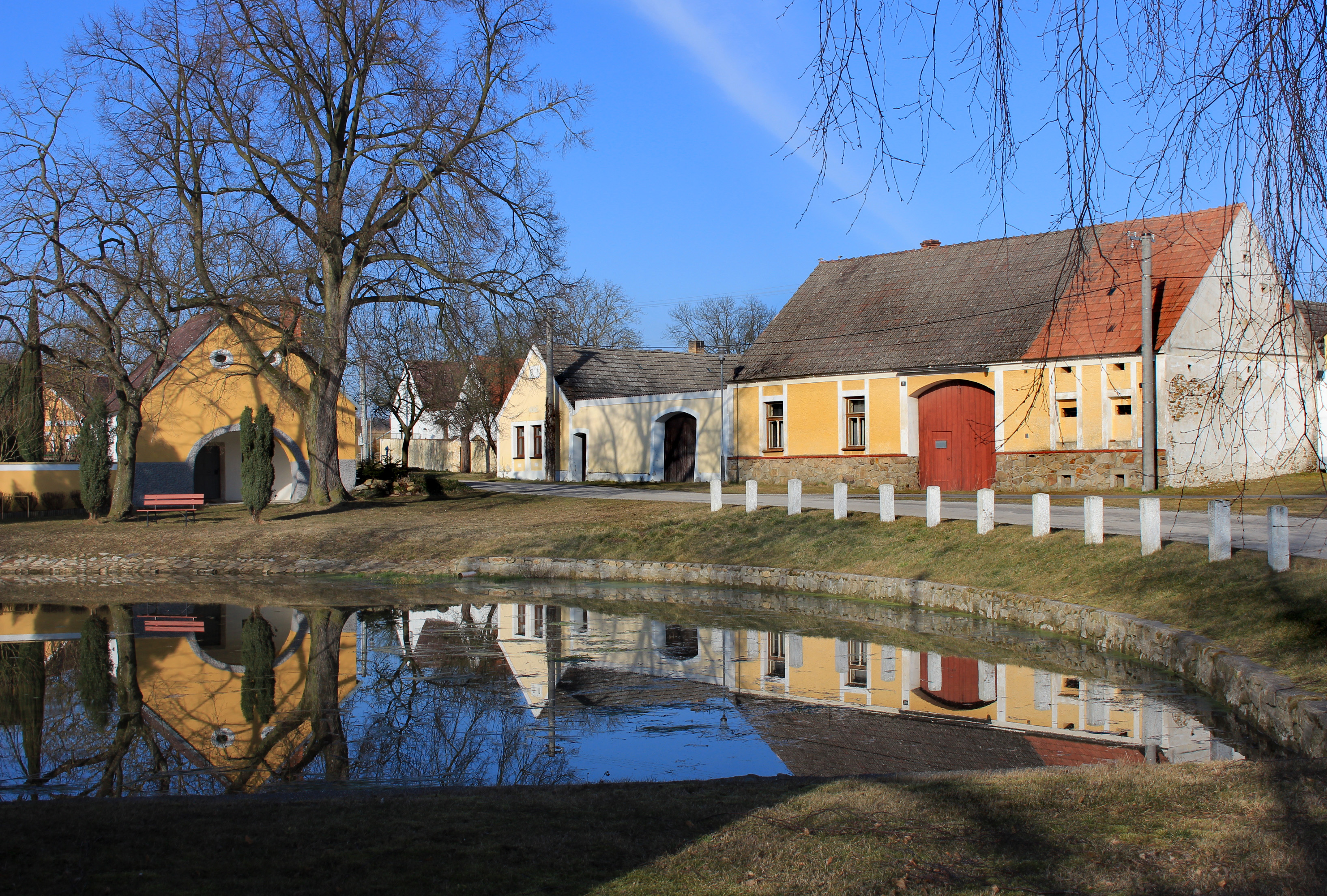
Východní strana návsi